# Василівка (селище, Донецький район)
Васи́лівка — селище в Україні, Макіївської міської громади Донецького району Донецької області. Населення становить 112 осіб. Відстань до Макіївка становить близько 21 км і проходить автошляхом місцевого значення.

## Населення

### Мова
Розподіл населення за рідною мовою за даними перепису 2001 року:
| Мова       | Кількість | Відсоток |
| ---------- | --------- | -------- |
| російська  | 88        | 78.57%   |
| українська | 24        | 21.43%   |
| Усього     | 112       | 100%     |

За даними перепису 2001 року населення селища становило 112 осіб, із них 21,43% зазначили рідною мову українську, 78,57% — російську мову.